# Річард Лінч
Рі́чард Лінч (англ. Richard Lynch; нар. 12 лютого 1940 — пом. 19 червня 2012) — американський актор.

## Біографія
Річард Г'ю Лінч народився 12 лютого 1940 року (за деякими даними 1936 року) в Брукліні, Нью-Йорк, США.
З 1958 по 1960 рік служив у морській піхоті США.
У 1967 році при спробі вчинити акт самоспалення під впливом наркотиків (ЛСД) дістав численні опіки. Наявність шрамів визначило його творче амплуа — негативного героя і лиходія.
Навчався акторської майстерності у студіях Ути Хаген і Лі Страсберга. Його творча діяльність у кінематографі почалася в 1973 році з фільму «Опудало», що здобув «Золоту пальмову гілку» на Каннському кінофестивалі.
У 1983 році Лінч удостоєний премії «Сатурн» Академії наукової фантастики за найкращу чоловічу роль другого плану у фільмі «Меч і чаклун».
У 1985 році зіграв радянського терориста у фільмі «Вторгнення в США» з Чаком Норрісом у головній ролі.
Знімався в таких популярних телесеріалах, як «Ангели Чарлі», «Горець», «Зоряний шлях: Нове покоління».
Помер 19 червня 2012 у своєму будинку в Юкка-Веллі, штат Каліфорнія. Смерть актора, скоріш за все, мала природні причини, хоча за деякими даними Лінч міг померти від наслідків пневмонії.

## Особисте життя
Вільно розмовляв російською, іспанською, італійською, німецькою, а також мовою суахілі. Грав на музичних інструментах: саксофоні, гітарі, фортепіано та флейті. Захоплювався риболовлею, поезією та архітектурою.
Окрім американського громадянства мав також ірландське, та був в Ірландії частим гостем.
У Лінча був брат Баррі, також актор, окрім того Річард грав у одному фільмі зі своїм сином Крістофером. У 1998 році також знявся разом із своєю дружиною Лілі.
Був одружений двічі — першого разу з Беатрікс Лінч (їх син Крістофер помер у 2005 році від пневмонії), а потім з Лілі Лінч.

## Фільмографія
| Рік       |    | Українська назва                            | Оригінальна назва                       | Роль                                                 |
| --------- | -- | ------------------------------------------- | --------------------------------------- | ---------------------------------------------------- |
| 1968      | кф | ЛСД: Поїздка куди?                          | LSD: Trip to Where?                     |                                                      |
| 1973      | ф  | Опудало                                     | Scarecrow                               | Райлі                                                |
| 1973      | ф  | Від семи років і вище                       | The Seven-Ups                           | Мун                                                  |
| 1974      | ф  | Відкритий сезон                             | Open Season                             | Арт                                                  |
| 1975      | ф  | Щаслива повія                               | The Happy Hooker                        | Поліцейський                                         |
| 1975—1979 | с  | Старскі та Гатч                             | Starsky and Hutch                       | Джо / Ліонель Фіцджеральд II / Зейн                  |
| 1976      | с  | Баретта                                     | Baretta                                 | Нік                                                  |
| 1976      | с  | Серпіко                                     | Serpico                                 | Алекс Деміко                                         |
| 1976      | ф  | Передчуття                                  | The Premonition                         | Джуд                                                 |
| 1976      | ф  | Бог велів мені                              | God Told Me To                          | Бернард Філіпс                                       |
| 1977      | ф  | Каскадери                                   | Stunts                                  | Піт Лустіг                                           |
| 1977      | с  | Жінка-поліцейський                          | Police Woman                            | Тедеско                                              |
| 1977      | с  | Вулиці Сан-Франциско                        | The Streets of San Francisco            | Гаррі Крафт                                          |
| 1977      | тф | Добро проти зла                             | Good Against Evil                       | містер Рімміні                                       |
| 1977      | тф | Пес і кіт                                   | Dog and Cat                             | Ширлі                                                |
| 1978      | с  | Біонічна жінка                              | The Bionic Woman                        | Дентон                                               |
| 1978      | с  | Зоряний крейсер «Галактика»                 | Battlestar Galactica                    | Вулф                                                 |
| 1978      | ф  | Смертельний спорт                           | Deathsport                              | Анкар Мор                                            |
| 1979      | тф | Вампір                                      | Vampire                                 | принц Антон Войтек                                   |
| 1979—1981 | с  | Вегас                                       | Vega$                                   | Бенджамін Ланг / містер Норт                         |
| 1979      | с  | Барнабі Джонс                               | Barnaby Jones                           | Террі Шоу                                            |
| 1979      | с  | Бак Роджерс у двадцять п'ятому столітті     | Buck Rogers in the 25th Century         | Морган Велосі                                        |
| 1979      | с  | Людина на ім'я Слоан                        | A Man Called Sloane                     | Джеремі Мейсон                                       |
| 1979      | с  | Ангели Чарлі                                | Charlie's Angels                        | Фредді Джефферсон                                    |
| 1980      | с  | Зоряний крейсер «Галактика»а 1980           | Galactica 1980                          | Ксавіар                                              |
| 1980      | ф  | Дев'ята конфігурація                        | The Ninth Configuration                 | другий велосипедист                                  |
| 1980      | ф  | Формула                                     | The Formula                             | генерал Гельмут Кладен / Френк Тедеско               |
| 1980      | тф | Алькатрас: Приголомшлива історія            | Alcatraz: The Whole Shocking Story      | Сем Шоклі                                            |
| 1981—1982 | с  | Фенікс                                      | The Phoenix                             | Джастін Премінджер                                   |
| 1982      | ф  | Меч і чаклун                                | The Sword and the Sorcerer              | Тітус Кромвель                                       |
| 1983      | тф | Останній ніндзя                             | The Last Ninja                          | доктор Густав Норден                                 |
| 1983      | с  | Ті Джей Гукер                               | T.J. Hooker                             | Вірджил Доббс                                        |
| 1983—1984 | с  | Каскадери                                   | The Fall Guy                            | Рендольф Грешам / Роберт Вессман                     |
| 1984      | с  | Блакитний грім                              | Blue Thunder                            | P.V.C.                                               |
| 1984      | с  | Великий сищик                               | Automan                                 | шериф Клей Гортон                                    |
| 1984      | с  | Метт Х'юстон                                | Matt Houston                            | Джессі Мерсер                                        |
| 1984      | с  | Прихований факт                             | Cover Up                                | Моро                                                 |
| 1984      | с  | Команда А                                   | The A-Team                              | Джонні Туріан                                        |
| 1984      | с  | Партнери по злочину                         | Partners in Crime                       | Джордж                                               |
| 1984      | ф  | Скарб: У пошуках золотого коня              | Treasure: In Search of the Golden Horse | оповідач                                             |
| 1985      | ф  | Ріж і біжи                                  | Inferno in diretta                      | полковник Брайан Горн                                |
| 1985      | ф  | Вторгнення в США                            | Invasion U.S.A.                         | Михаїл Ростов                                        |
| 1985      | с  | Опудало і місіс Кінг                        | Scarecrow and Mrs. King                 | Крейг Ейгер                                          |
| 1985      | с  | Повітряний вовк                             | Airwolf                                 | Джон Бредфорд Горн / Джеральд Ван Доріан / Ніл Стріп |
| 1987      | с  | Закон і Гаррі МакГроу                       | The Law and Harry McGraw                | Трент                                                |
| 1987      | с  | Перевертень                                 | Werewolf                                | Серван Домбейлі                                      |
| 1987      | в  | Нічний загін                                | Nightforce                              | Бішоп                                                |
| 1987      | ф  | Варвари                                     | The Barbarians                          | Кадар                                                |
| 1988      | ф  | Маленький Микита                            | Little Nikita                           | Скуба                                                |
| 1988      | ф  | Погані сни                                  | Bad Dreams                              | Гарріс                                               |
| 1989      | ф  | Загін одного                                | One Man Force                           | Адамс                                                |
| 1989      | ф  | Високі ставки                               | High Stakes                             | Слім                                                 |
| 1989      | с  | Літній театр                                | CBS Summer Playhouse                    | Бут                                                  |
| 1989      | с  | Мисливець                                   | Hunter                                  | Френк Лассітер                                       |
| 1990      | ф  | Наслідки                                    | Aftershock                              | командувач Естерн                                    |
| 1990      | тф | Коджак: Квіти для Метті                     | Kojak: Flowers for Matty                | Сендс                                                |
| 1990      | ф  | Заборонений танок                           | The Forbidden Dance                     | Бенджамін Максвелл                                   |
| 1990      | ф  | Сила вторгнення                             | Invasion Force                          | Майкл Купер                                          |
| 1990      | ф  | За ґратами                                  | Lockdown                                | Джеймс Гарретт                                       |
| 1991      | ф  | Алігатор 2                                  | Alligator II: The Mutation              | Гоук Гокінс                                          |
| 1991      | ф  | Трансери 2                                  | Trancers II                             | доктор Вардо                                         |
| 1991      | ф  | Останній герой                              | The Last Hero                           | Монторо                                              |
| 1991      | в  | Повелитель ляльок 3                         | Puppet Master III: Toulon's Revenge     | майор Краус                                          |
| 1991      | с  | Джейк і товстун                             | Jake and the Fatman                     | Річард Роуз                                          |
| 1991—1992 | с  | Суперсила                                   | Super Force                             | Лотар Преслі                                         |
| 1992—1994 | с  | Вона написала вбивство                      | Murder, She Wrote                       | Філіп де Кунінг / Майкл О'Коннор                     |
| 1992      | ф  | На межі сил                                 | Maximum Force                           | Макс Танабе                                          |
| 1992      | ф  | Внутрішня межа                              | Inside Edge                             | Маріо Гіло                                           |
| 1993      | ф  | Небезпечна підміна                          | Double Threat                           | детектив Роберт Френіх                               |
| 1993      | ф  | Мерлін                                      | Merlin                                  | Пендрагон                                            |
| 1993      | ф  | Розборка                                    | Showdown                                | командувач                                           |
| 1993      | ф  | Книга Мертвих                               | Necronomicon                            | Джетро де Лапур                                      |
| 1993      | с  | Брати по крові                              | The Hat Squad                           | Нік Еш                                               |
| 1993      | с  | Зоряний шлях: Наступне покоління            | Star Trek: The Next Generation          | Баран                                                |
| 1993      | с  | Кобра                                       | Cobra                                   | доктор Мортімер Т. Ентон                             |
| 1994      | с  | Грім у раю                                  | Thunder in Paradise                     | Волкофф                                              |
| 1994      | ф  | Нічні сповіді                               | Midnight Confessions                    | детектив Гарріс                                      |
| 1994      | ф  | Небезпечні води                             | Dangerous Waters                        | адмірал                                              |
| 1994      | ф  | Бій до смерті                               | Death Match                             | Джиммі Фрателло                                      |
| 1994      | в  | Грубий зріз                                 | Roughcut                                | містер Кейні                                         |
| 1994      | в  | Сканер-поліцейський                         | Scanner Cop                             | Карл Глок                                            |
| 1994      | в  | Кіборг 3: Переробник                        | Cyborg 3: The Recycler                  | Левллін                                              |
| 1995      | в  | Аризонський перевертень                     | Werewolf                                | Ноель                                                |
| 1995      | ф  | Під знаком смерті                           | Toughguy                                | працівник офісу 2                                    |
| 1995      | ф  | Лють дракона                                | Dragon Fury                             | Вестор                                               |
| 1995      | ф  | Борець за справедливість                    | Warrior of Justice                      | Дуг                                                  |
| 1995      | ф  | Напрямок Вегас                              | Destination Vegas                       | Річард                                               |
| 1995      | тф | Смертельний вірус                           | Terminal Virus                          | Келловей                                             |
| 1995      | с  | Горець                                      | Highlander                              | Джон Кірін / Кейдж                                   |
| 1995      | с  | Рятівники Малібу                            | Baywatch                                | Дідерік                                              |
| 1995—1996 | мс | Фантом 2040                                 | Phantom 2040                            | Графт                                                |
| 1996      | ф  | Самотній тигр                               | Lone Tiger                              | Брюс Росснер                                         |
| 1996      | ф  | Вендетта                                    | Vendetta                                | доктор Девід Вілсон                                  |
| 1996      | ф  | Сміттяр                                     | The Garbage Man                         |                                                      |
| 1997      | ф  | Під присягою                                | Under Oath                              | Деніел Салтареллі                                    |
| 1997      | ф  | Тотальна сила                               | Total Force                             | доктор Едмунд Веллінгтон                             |
| 1997      | ф  | Грубе ограновування                         | Ground Rules                            |                                                      |
| 1997      | ф  | Жертва в ім'я любові                        | Divine Lovers                           | Грегорі                                              |
| 1997      | с  | Ми ангели                                   | Noi siamo angeli                        | Альфонсо Сантільяна                                  |
| 1998      | с  | Під небом Африки                            | Sotto il cielo dell'Africa              | Джим Ван Дер Оден                                    |
| 1998      | с  | Приватний детектив Майк Хаммер              | Mike Hammer, Private Eye                | Грем Мінтнер                                         |
| 1998      | ф  | Зруйновані ілюзії                           | Shattered Illusions                     | Сел                                                  |
| 1998      | ф  | Армстронг                                   | Armstrong                               | генерал Жуков                                        |
| 1998      | ф  | Любов і війна 2                             | Love and War II                         |                                                      |
| 1999      | ф  | Ліма: Порушуючи мовчання                    | Lima: Breaking the Silence              | Джеймс Галлахер, посол Ірландії                      |
| 1999      | ф  | Ворожа акція                                | Enemy Action                            | Дімітрі                                              |
| 1999      | ф  | Східна сторона                              | Eastside                                | Міхаласа Габріель                                    |
| 1999      | с  | Ейр Америка                                 | Air America                             | Глен                                                 |
| 1999      | с  | Спека в Акапулько                           | Acapulco H.E.A.T.                       | Елліот Рот                                           |
| 1999      | кф | Зоряний крейсер «Галактика»: Друге пришестя | Battlestar Galactica: The Second Coming | граф Ібліс                                           |
| 2000      | в  | Зона нанесення удару                        | Strike Zone                             | адмірал Дуглас Лемпорт                               |
| 2001      | ф  | Гра зі смертю                               | Death Game                              | шеф Кантон                                           |
| 2002      | ф  | Спізнюватися не можна                       | Outta Time                              | Франко                                               |
| 2002      | ф  | Злочин і кара                               | Crime and Punishment                    | Лужин, наречений Дуні                                |
| 2002      | ф  | Прокляття золотої шахти                     | Curse of the Forty-Niner                | старик Прічард                                       |
| 2002      | с  | Клієнт завжди мертвий                       | Six Feet Under                          | предстоятель                                         |
| 2003      | с  | Усі жінки — відьми                          | Charmed                                 | Кронін                                               |
| 2003      | ф  | Перший погляд                               | First Watch                             | Лайсіон                                              |
| 2003      | ф  | Пророцтво стародавніх воїнів                | Ancient Warriors                        | Кертіс Мейхью                                        |
| 2003      | ф  | Поцілунок мумії                             | The Mummy's Kiss                        | доктор Волліс Гарва                                  |
| 2003      | ф  | Заключний Бій                               | Final Combat                            |                                                      |
| 2004      | в  | Трупи назавжди                              | Corpses Are Forever                     | генерал Мортон                                       |
| 2005      | кф | Велика війна Магеллана                      | The Great War of Magellan               | старий Акіліан                                       |
| 2006      | в  | Весільні різники                            | Wedding Slashers                        | тато                                                 |
| 2007      | ф  | Хелловін                                    | Halloween                               | директор Чамберс                                     |
| 2009      | ф  | Похована                                    | Laid to Rest                            | містер Джонс                                         |
| 2009      | ф  | Хромові ангели                              | Chrome Angels                           | дядя Тед                                             |
| 2009      | ф  | Хроніки дощу                                | The Rain                                | Карл Луміс                                           |
| 2010      | ф  | Воскресіння                                 | Resurrection                            | президент                                            |
| 2010      | ф  | Льюїсбург                                   | Lewisburg                               | лідер нацистів                                       |
| 2011      | ф  | Пістолет Чорного Сонця                      | Gun of the Black Sun                    | Даміан Лупешку                                       |
| 2012      | ф  | Повелителі Салема                           | The Lords of Salem                      | Преподобний Готорн                                   |